# 苗場山

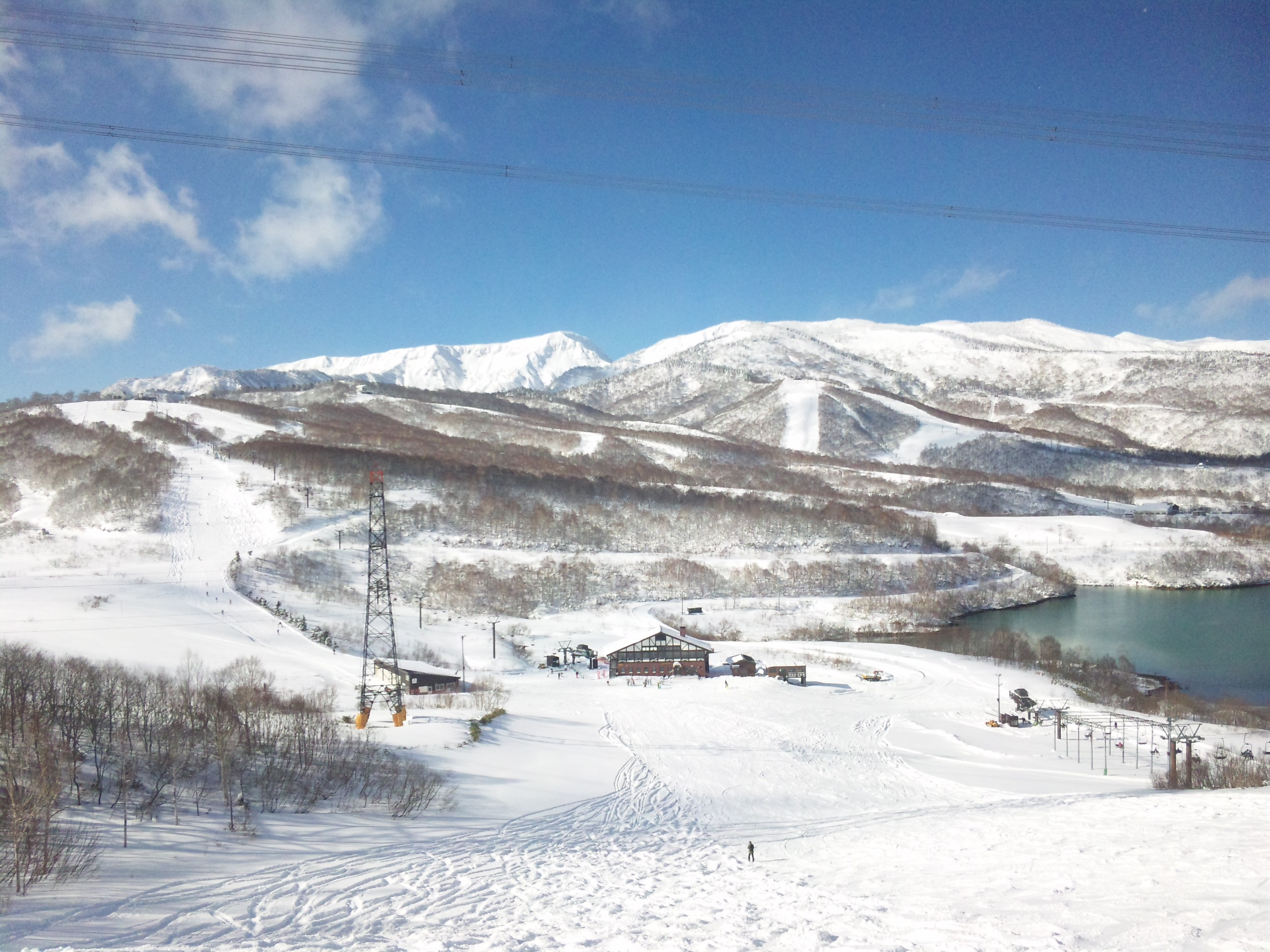

苗場山（日语：苗場山）是一座位於日本新潟縣南部、長野縣東北部縣境的標高2,145米的火山。苗場山是一座成層火山，是日本百名山之一，屬上信越高原國立公園。苗場山東側山麓是著名的滑雪勝地。

## 外部連結
- 国土地理院 地図閲覧システム 2万5千分1地形図名：苗場山(南東) （页面存档备份，存于）